# 奧切列強卡 (切爾沃諾阿爾米西克區)
50°30′22″N 28°9′4″E / 50.50611°N 28.15111°E
奧切列強卡（烏克蘭語：Очеретянка）是烏克蘭北部的村莊，隸屬日托米爾州的日托米爾區。該村始建於1648年，面積2.89平方公里，海拔高度222米，2001年人口828，人口密度每平方公里287人。